# John Wilmar Pérez
John Wilmar Pérez Muñoz (* 21. Februar 1970 in Medellín) ist ein ehemaliger kolumbianischer Fußballspieler. Der Mittelfeldspieler bestritt in der kolumbianischen Nationalmannschaft 18 Länderspiele und wurde zweimal nationaler Meister.

## Karriere

### Verein
John Wilmar Pérez, auch „Pelusa“ genannt, begann seine Karriere 1991 bei Independiente Medellín und gewann 1993 die Vizemeisterschaft. Anschließend wechselte er zu América de Cali, mit dem er das Finale der Copa Libertadores 1996 gegen den argentinischen Verein River Plate erreichte. 1996 schloss er sich dem Stadtrivalen Deportivo Cali an. Mit dem Verein gewann er 1998 die kolumbianische Meisterschaft und erreichte 1999 erneut das Finale der Copa Libertadores, das Cali gegen den brasilianischen Vertreter Palmeiras São Paulo nach Elfmeterschießen verlor.
Nach einer durchwachsenen ersten Saison bei Columbus Crew konnte Pérez 2001 überzeugen. Gemeinsam mit Brian Maisonneuve bildete er das Herzstück des zentralen Mittelfelds. Mit acht Toren und 15 Vorlagen wurde er zum wertvollsten Spieler des Klubs in jener Saison gewählt. Im Jahr 2002 gewann er mit dem Verein den Lamar Hunt U.S. Open Cup. Mitte des Jahres 2003 kehrte Pérez zu seinem Debütklub Independiente Medellín zurück. Ein Jahr später, in der Apertura 2004, gewann er unter Trainer Pedro Sarmiento seinen ersten Meistertitel mit dem Verein. Seine aktive Laufbahn beendete Ricardo Pérez im Jahr 2006 bei den Patriotas Boyacá in der Categoría Primera B.

### Nationalmannschaft
Pérez gehörte zum Aufgebot der kolumbianischen Olympiaauswahl, die sich für das Olympiaturnier 1992 in Barcelona qualifiziert hatte. Dort schied er mit seinem Team in der Gruppenphase aus.
In der A-Nationalmannschaft debütierte er bei der Copa América 1997 im ersten Gruppenspiel gegen Mexiko und kam auch in den weiteren Turnierspielen zum Einsatz. Mit zwei Niederlagen und einem Sieg erreichte Kolumbien das Viertelfinale, in dem es gegen Gastgeber Bolivien ausschied. Bei der Fußball-Weltmeisterschaft 1998 stand er im Kader, bestritt jedoch kein Turnierspiel. Die Cafeteros schieden bereits in der Gruppenphase aus. Nach weiteren Freundschaftsspielen nahm er am CONCACAF Gold Cup 2000 in den USA teil. Dort bestritt er alle Partien für Kolumbien, das bis ins Finale kam und dort Kanada mit 0:2 unterlag. Die Finalniederlage war das letzte Länderspiel für Pérez, der insgesamt 18-mal das Trikot der A-Nationalmannschaft trug.

## Erfolge
Deportivo Cali
- Categoría Primera A: 1998

Columbus Crew
- Lamar Hunt U.S. Open Cup: 2002

Independiente Medellín
- Categoría Primera A: 2004-A